# Quartier Saint-Thomas-d’Aquin
Das Quartier Saint-Thomas-d’Aquin ist das 25. der 80 Quartiers (Stadtviertel) von Paris im 7. Arrondissement.

Die Stadtviertel im 7. Arrondissement

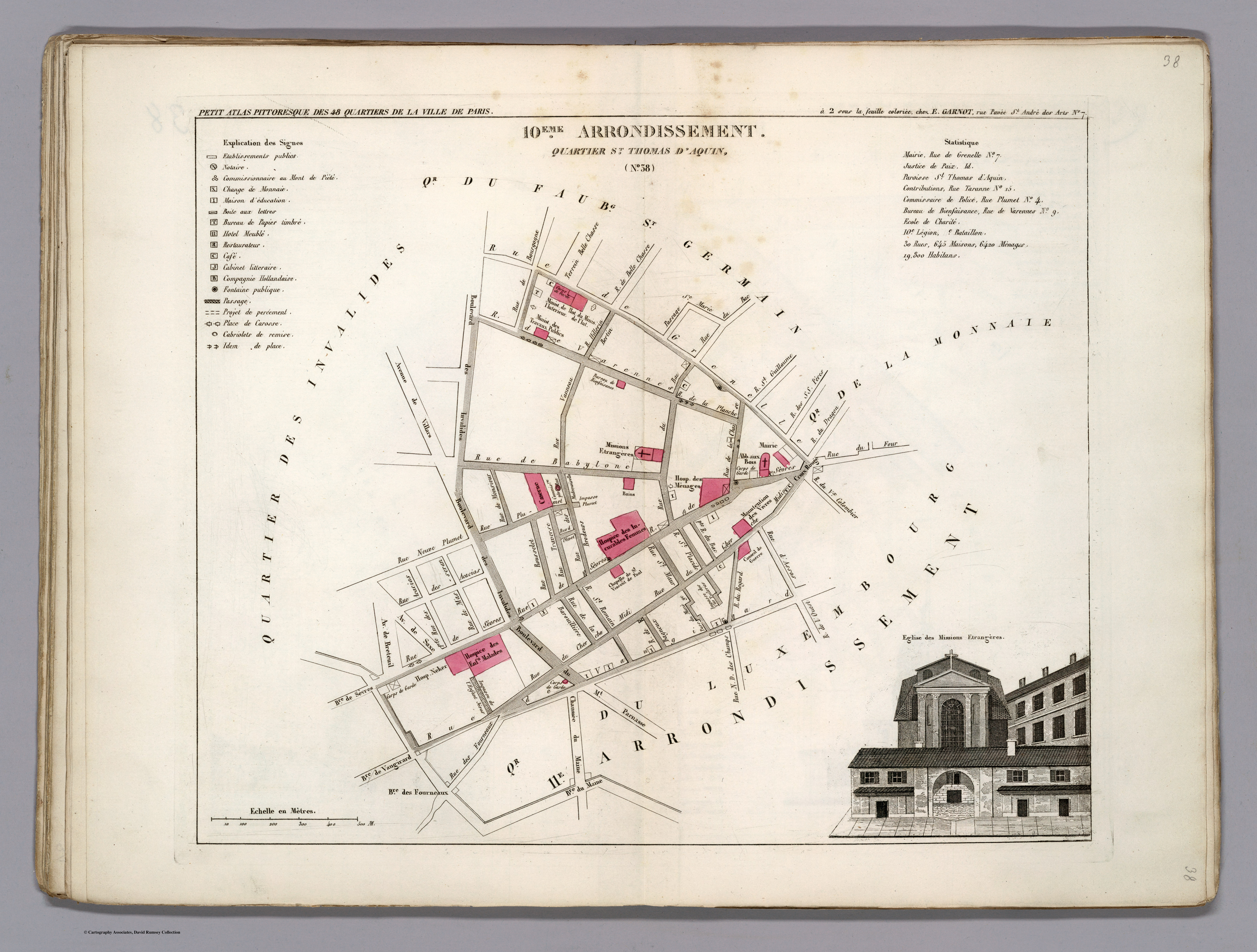
Plan des Quartier Saint Thomas d’Aquin im ehemaligen 10. Arrondissement von 1834

## Lage
Der Verwaltungsbezirk im 7. Arrondissement von Paris wird von folgenden Straßen begrenzt:
- Westen: Rue Vaneau, Rue de Bellechasse, Rue de la Légion d’Honneur
- Osten: Teile der Rue de Sèvres, dann die Rue des Saints-Pères
- Süden: bilden die Rue Vaneau und die Rue de Sèvres eine Spitze
- Norden: am Seineufer: Quai Anatole France, Quai Voltaire

## Namensursprung
Das Viertel wurde nach dem Philosophen und Theologen Thomas von Aquin (1225–1274) benannt.

## Sehenswürdigkeiten
Das Viertel gilt als das teuerste Wohnviertel von Paris.
- Église Saint-Thomas-d’Aquin
- Ex-hôpital Laennec
- Hôtel Matignon
- Magasin Au Bon Marché
- Musée d’Orsay